# Hanan Kerumi
Hanan Kerumi (27 de diciembre de 1983) es una deportista marroquí que compitió en judo. Ganó cinco medallas en el Campeonato Africano de Judo entre los años 2006 y 2012.

## Palmarés internacional
| Campeonato Africano | Campeonato Africano     | Campeonato Africano | Campeonato Africano |
| Año                 | Lugar                   | Medalla             | Categoría           |
| ------------------- | ----------------------- | ------------------- | ------------------- |
| 2006                | Puerto Louis (Mauricio) | Medalla de plata    | –52 kg              |
| 2009                | Puerto Louis (Mauricio) | Medalla de bronce   | –52 kg              |
| 2010                | Yaundé (Camerún)        | Medalla de oro      | –52 kg              |
| 2011                | Dakar (Senegal)         | Medalla de plata    | –52 kg              |
| 2012                | Agadir (Marruecos)      | Medalla de bronce   | –52 kg              |